# 34 Tauri
Pré-découverte
Étoile hypothétique
34 Tauri, ou 34 Tau, est la désignation donnée par l'astronome anglais John Flamsteed à une étoile qu'il dit avoir observée en 1690 dans la constellation du Taureau. En réalité, il s'agissait de la planète Uranus dont le déplacement sur le ciel était trop faible pour attirer l'attention de Flamsteed.

## Observations
34 Tauri représente la première observation enregistrée d'Uranus. John Flamsteed l'effectua le 23 décembre 1690 ; au cours des années suivantes, il réalisera au moins cinq autres observations de la planète, en la considérant toujours comme une étoile.
34 Tauri est, tout comme 3 Cassiopeiae, une des rares erreurs commises par Flamsteed lors de la réalisation du catalogue d'étoiles ayant conduit à la désignation de Flamsteed.
S'il fut le premier à la mentionner, Flamsteed ne fut pas le seul astronome à prendre Uranus pour une étoile. Après lui, James Bradley, Tobias Mayer et Pierre Charles Le Monnier consignèrent des observations de la planète, parfois à plusieurs reprises, sans réaliser sa nature. Celle-ci fut établie à la suite des observations effectuées par William Herschel en 1781 (lequel la prit initialement pour une comète).

## Publication
La mention de 34 Tauri est consignée dans l'ouvrage Historia coelestis Britannica, catalogue d'étoiles publié de façon posthume six ans après la mort de Flamsteed.
Après la découverte d'Uranus en 1781, l'astronome allemand Johann Elert Bode suspecta qu'elle avait pu être déjà observée auparavant mais que les astronomes ayant effectué ces observations ne disposaient pas des télescopes nécessaires pour en reconnaitre la véritable nature. En 1785, un examen du catalogue de Flamsteed lui permit de trouver six entrées datant de 1690 à 1715 et correspondant à Uranus. Ironiquement, Bode avait publié en 1782 un atlas du ciel qui mentionnait la position de 34 Tauri telle que donnée par Flamsteed en 1690.